# Bissersheim

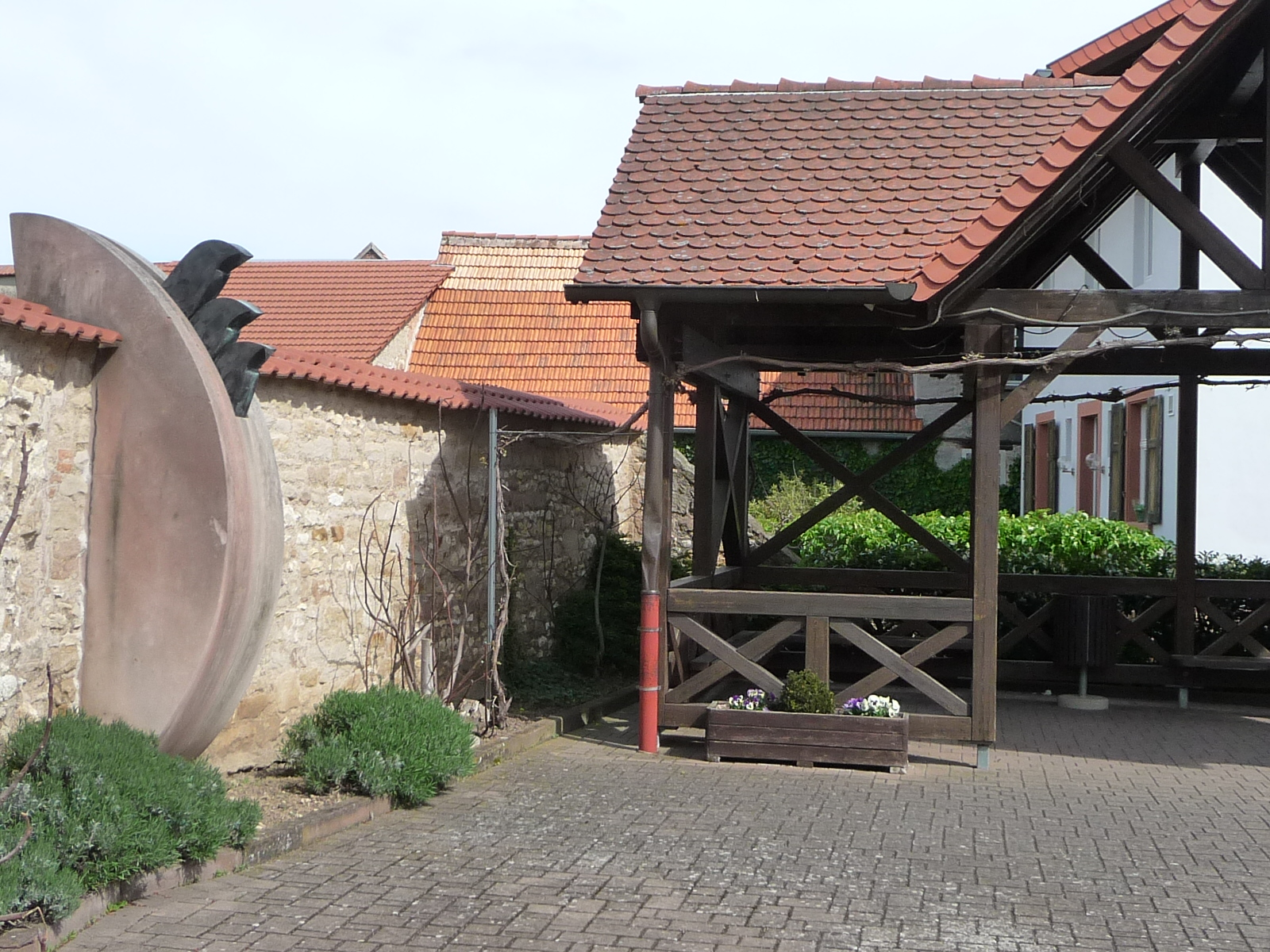
Dorfplatz

Bissersheim ist eine Ortsgemeinde im pfälzischen Landkreis Bad Dürkheim, die der Verbandsgemeinde Leiningerland angehört. Der Ort liegt etwa 16 km nordwestlich von Ludwigshafen am Rhein am Rand der europäischen Metropolregion Rhein-Neckar.

## Geographie und Geologie

### Lage
Bissersheim liegt auf 141 m Höhe nahe dem nördlichen Ende der Deutschen Weinstraße und am Westrand des Oberrheingrabens am Haardtrand sowie in dessen Subgebiet Unterhaardt; im Norden geht er in das Rheinhessische Tafel- und Hügelland über. Westlich erhebt sich die Haardt als Ostrand des Pfälzerwalds, im Osten erstreckt sich die 35 km breite Oberrheinische Tiefebene. Zur Gemeinde gehören zusätzlich die Wohnplätze Bruchmühle und Blockhaus 1.

### Erhebungen und Gewässer
Durch den Ort fließt in östlicher Richtung der Eckbach, der regional auch die Eck genannt wird und bei Worms in den Rhein mündet. Ein Teil des Orlenberg befindet sich auf der Gemarkung von Bissersheim.

## Geschichte
Der Ort wurde im Jahr 774 erstmals als Bizzirichesheim urkundlich erwähnt. Später, im Jahr 872, hatten dann der rheinfränkische Herzog Nanthar und seine Frau ihre hiesigen Besitzungen dem von ihnen gestifteten Kloster Münsterdreisen geschenkt. König Konrad III. bestätigte 1144 diese Stiftung. Im Mittelalter besaß das Templerhaus Kirchheim vor Ort Besitztümer.
Von 1798 bis 1814, als die Pfalz Teil der Französischen Republik (bis 1804) und anschließend Teil des Napoleonischen Kaiserreichs war, war Bissersheim in den Kanton Grünstadt eingegliedert und unterstand der Mairie Groskarelnbach. 1815 wurde der Ort Österreich zugeschlagen.
Von 1816 an gehörte das evangelische Pfarrdorf Bissersheim zum Königreich Bayern und war weiterhin Teil des Kantons Grünstadt im Rheinkreis. Von 1818 bis 1862 gehörte er dem Landkommissariat Frankenthal an; aus diesem ging das Bezirksamt Frankenthal  hervor. Im Jahr 1840 hatte der Ort 60 Häuser und 378 Einwohner, darunter 43 Juden. Er war Sitz eines Bürgermeisteramts.
Ab 1939 war Bissersheim Bestandteil des Landkreises Frankenthal (Pfalz). Nach dem Zweiten Weltkrieg wurde der Ort innerhalb der französischen Besatzungszone Teil des damals neu gebildeten Landes Rheinland-Pfalz. Im Zuge der ersten rheinland-pfälzischen Verwaltungsreform wechselte der Ort am 7. Juni 1969 in den neu geschaffenen Landkreis Bad Dürkheim. Drei Jahre später wurde er Bestandteil der ebenfalls neu geschaffenen Verbandsgemeinde Grünstadt-Land, ehe diese 2018 in der Verbandsgemeinde Leiningerland aufging.

## Bevölkerung

### Einwohnerentwicklung
Die Einwohnerzahl von Bissersheim hat sich folgendermaßen entwickelt, die Werte von 1871 bis 1987 beruhen auf Volkszählungen:
| Jahr | Einwohner |
| 1815 | 352       |
| 1835 | 355       |
| 1871 | 345       |
| 1905 | 315       |
| 1939 | 330       |
| 1950 | 411       |

| Jahr | Einwohner |
| 1961 | 410       |
| 1970 | 355       |
| 1987 | 421       |
| 1997 | 478       |
| 2005 | 458       |
| 2023 | 455       |

### Religion
Vor Ort befand sich einst eine jüdische Gemeinde. Deren Mitglieder wurden in Grünstadt begraben.

## Politik

### Gemeinderat
Der Ortsgemeinderat in Bissersheim besteht aus acht Ratsmitgliedern, die bei der Kommunalwahl am 9. Juni 2024 in einer Mehrheitswahl gewählt wurden, und der ehrenamtlichen Ortsbürgermeisterin als Vorsitzender.

### Bürgermeister
Kerstin Ort-Bausbacher wurde am 12. Februar 2024 Ortsbürgermeisterin von Bissersheim. Bei der Direktwahl am 28. Januar 2024 war sie mit einem Stimmenanteil von 53,4 % gewählt worden. Bereits wenige Monate später, bei der allgemeinen Kommunalwahl am 9. Juni 2024, wurde sie mit 73,9 % der Stimmen ohne Gegenkandidaten in ihrem Amt bestätigt.
Ort-Bausbachers Vorgänger Elmar Reichert hatte das Amt 2019 nach seiner Wahl durch den damaligen Gemeinderat übernommen und wurde damit Nachfolger von Heinrich Krauß, der nicht mehr für dieses Amt kandidiert hatte (jetzt Gemeinderatsmitglied). Ende Oktober 2023 legte Reichert das Ehrenamt aus gesundheitlichen Gründen vorzeitig nieder.

### Wappen
| Wappen von Bissersheim | Blasonierung: „In Silber die heilige Margaretha in rotem Kleid und blauem Mantel mit goldenem Haar, goldenbeschuht und -bekrönt, in der Rechten einen goldenen Kreuzstab, auf einem auf dem Boden liegenden (überwundenen) grünem Lindwurm.“ |
| Wappen von Bissersheim | Wappenbegründung: Das Gemeindewappen zeigt die heilige Margareta von Antiochia, unter deren Patronat – zusammen mit dem heiligen Blasius – die Bissersheimer Pfarrkirche St. Blasius und St. Margaretha steht.                               |

## Sehenswürdigkeiten und Kultur

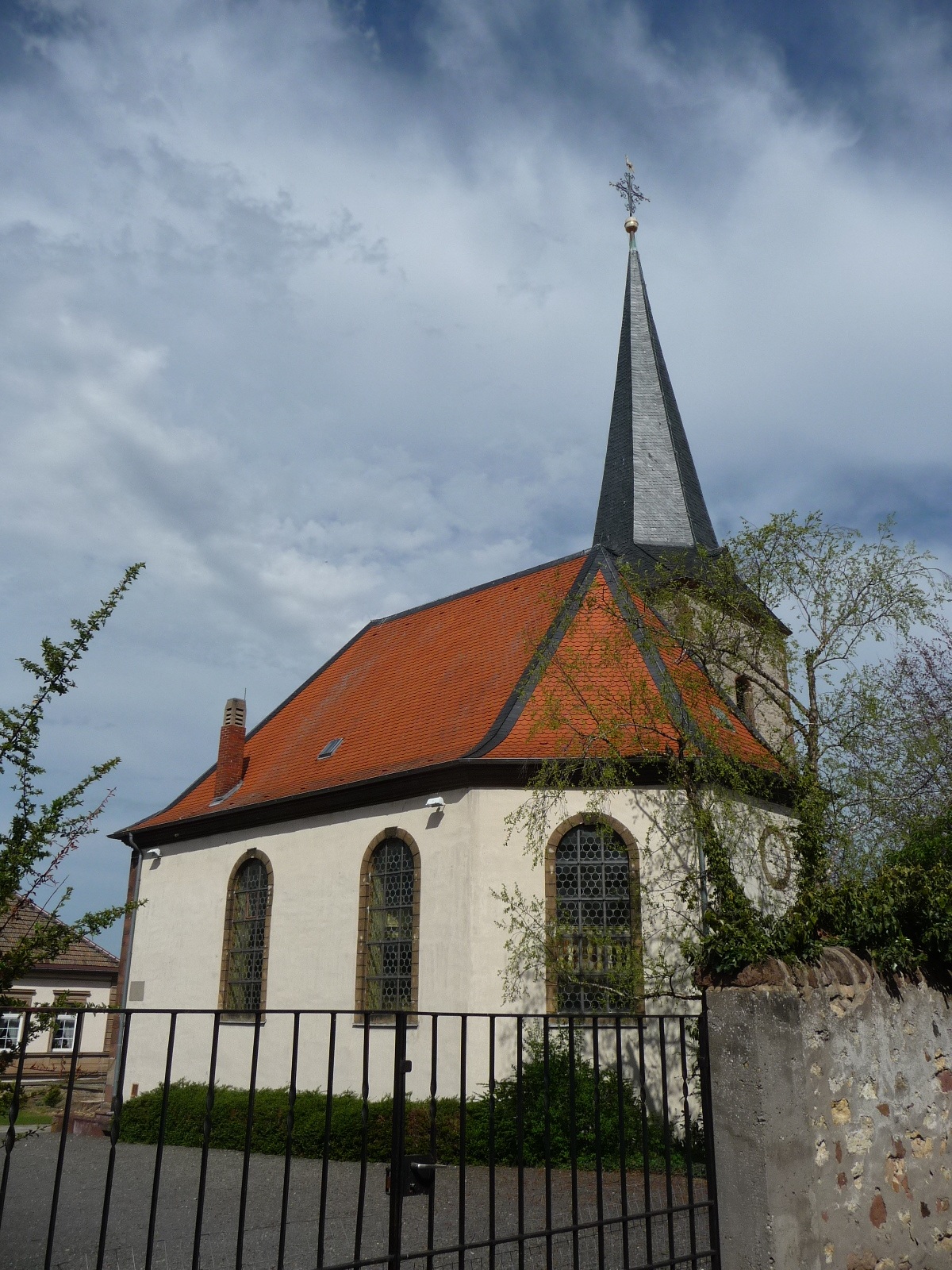
Pfarrkirche

### Kulturdenkmäler
Vor Ort befinden sich insgesamt 14 Objekte, die unter Denkmalschutz stehen, darunter die protestantische Kirche, die Haidmühle und ein Wingerthaus, das als Trullo errichtet wurde.

### Natur
Innerhalb des Gemeindegebiets existierten früher insgesamt drei Naturdenkmale, deren Rechtsschutzverodnung in allen Fällen mittlerweile aufgehoben wurden, darunter die Luitpoldlinde.

### Regelmäßige Veranstaltungen
Jährlich Anfang April findet an einem Sonntag der Stabaus statt. Die Bissersheimer Weinkerwe fand bis 2008 jedes Jahr am zweiten Augustwochenende statt.

## Wirtschaft und Infrastruktur

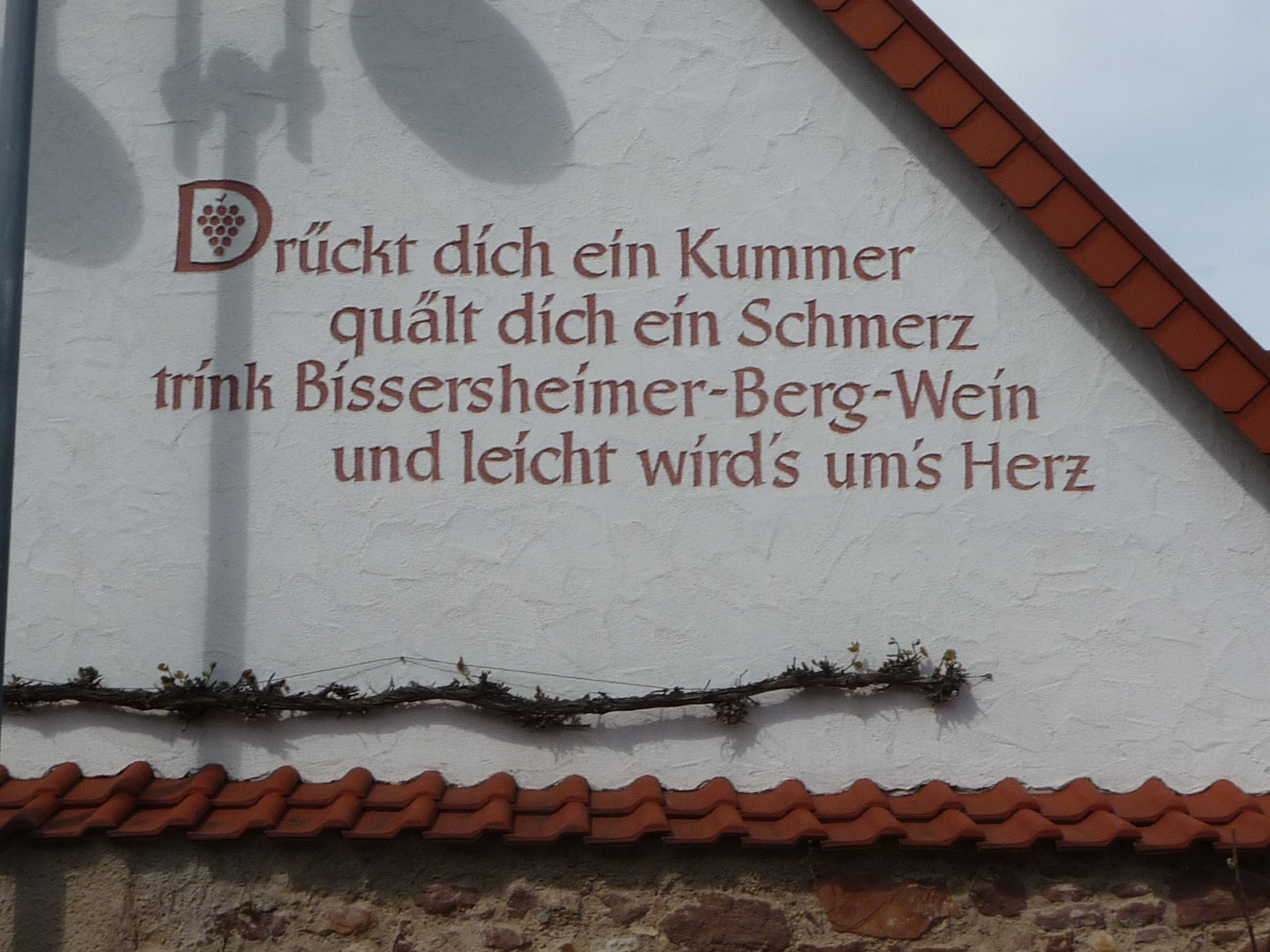
Sinnspruch für Wein

### Wirtschaft
Die Gemeinde ist ein Winzerort im Weinbaugebiet Pfalz und blickt auf eine lange Weinbautradition zurück. Die Weinlagen sind Goldberg (48,77 ha), Held (74,01 ha), Orlenberg (31,45 ha) und Steig (65,61 ha). Alle Lagen gehören zur Großlage Kirchheimer Schwarzerde.

### Verkehr
Mitten durch Bissersheim verläuft die Landesstraße 520, die den Ort mit Kirchheim an der Weinstraße und mit Großkarlbach verbindet.

## Persönlichkeiten

### Söhne und Töchter der Gemeinde
- Abraham Kuhn (1838–1900), Medizinprofessor an der Universität Straßburg

### Personen, die vor Ort gewirkt haben
- Eva von Leiningen-Westerburg (1481–1543), Gräfin von Leiningen, ab 1523 Herrscherin über Bissersheim
- Horn, 1792/93 Mitglied des Rheinisch-Deutschen Nationalkonvents
- Eva Wendel (* 1. August 1975), 1998/99 Pfälzische Weinkönigin